# Arbiter bankowy
Arbiter Bankowy – instytucja działająca przy Związku Banków Polskich powołana do pozasądowego rozstrzygania sporów pomiędzy konsumentami, klientami banków, a bankami w zakresie roszczeń pieniężnych z tytułu niewykonania lub nienależytego wykonania przez bank czynności bankowych lub innych czynności na rzecz konsumenta.
Arbiter Bankowy powoływany jest na 4-letnią kadencję. Na stanowisko Arbitra Bankowego może być powołany ten, kto łącznie spełnia następujące warunki:
- jest obywatelem polskim i stale zamieszkuje na terytorium RP,
- zajmował przez 7 lat stanowisko sędziego lub wykonywał zawód adwokata lub radcy prawnego,
- wyróżnia się wysokim autorytetem moralnym,
- korzysta w pełni z praw publicznych.

Arbiter Bankowy zajmuje się skargami składanymi jedynie przez osoby fizyczne, zawierające umowy nie związane z działalnością gospodarczą. Rozpatrywane są jedynie sprawy dotyczące banków należących do Związku Banków Polskich lub takich, które złożyły oświadczenie o respektowaniu orzeczeń Arbitra Bankowego, a wartość przedmiotu sporu nie przekracza 12 tys. zł, a w przypadku kredytu hipotecznego 20 tys. zł. Orzeczenia Arbitra Bankowego są dla banku jako strony sporu ostateczne, natomiast nie muszą być ostateczne dla konsumenta, który w celu dalszego dochodzenia roszczenia może wystąpić z powództwem na drogę postępowania sądowego.